# Audoin
Audoin (også: Auduin, Alduin – navnet svarer sandsynligvis til det engelske: Edwin; død ca. 565) var en langobardisk konge i Gausidynastiet der regerede i midt 6. århundrede – ca. 547 – 565. Han bemægtigede sig tronen efter den forrige konge var død.
Med Audoin som konge blev langobarderne fœderatus (allierede) med byzantinerne (541). Den byzantinske kejser Justinian 1. underskrev en traktat med langobardene, betalte dem store summer penge og gav dem magt over Pannonien, hvorefter langobarderne bosatte sig der.
I 547 kom det til stridigheder med langobardernes sydlige naboer, gepiderne, som også havde givet husly til Hildechis – søn af den tidligere konge Tato der havde søgt tilflugt hos dem, hvilket langobarderne tog ilde op. I 549 blev krig afværget da de to folk indgik en toårs våbenhvile. I 551 blussede det så op i blodig krig. Heri fik langobarderne opbakning af byzantinske og heruler allierede. Langobarderne marcherede mod gepiderne og sejrede i de følgende slag. Ifølge Paulus Diaconus kom sejren da Audoins søn Alboin selv dræbte prins Turismod søn af gepidernes konge Turisind, hvorefter gepiderne flygtede. Efter sejren krævede Audoin at få Hildechis udleveret, men han var undsluppet og levede resten af sit liv i eksil blandt andre folk. Senere søgte gepiderne fred, hvilke de fik ved Justinians mellemkomst. Stridighederne mellem langobarderne og gepiderne opstod måske som et resultat af byzantinernes politik med at spille germanerne ud mod hinanden og holde en magtbalance mellem langobarderne og gepiderne så ingen af dem blev for stærke.
Det følgende år (552) var Audoin forpligtet til at sende mænd til den byzantinske general Narses der kæmpede mod ostrogoterne i Italien. Hertil sendte Audoin 5.500 mænd hvor de besejrede goterne i et afgørende slag i Umbria. I 553 sendte kæmpede langobarderne igen med byzantinerne, denne gang mod perserne.
Audoin forsøgte nu at forbedre langobardernes relationer med frankerne og giftede sønnen Alboin med Klotsuinda, en datter af frankernes konge Klotar 1..
Audoin var først gift med Rodelinde. De fik sønnen Alboin der blev langobardernes konge efter Audoins død i år 563 eller 565. Men Audoin forskertsede Rodelinde, til fordel for en grandniece til Teoderik den Store ; datter af Teoderiks søster Amalaberga og thüringernes konge Herminafried.